# Et si on gagnait?

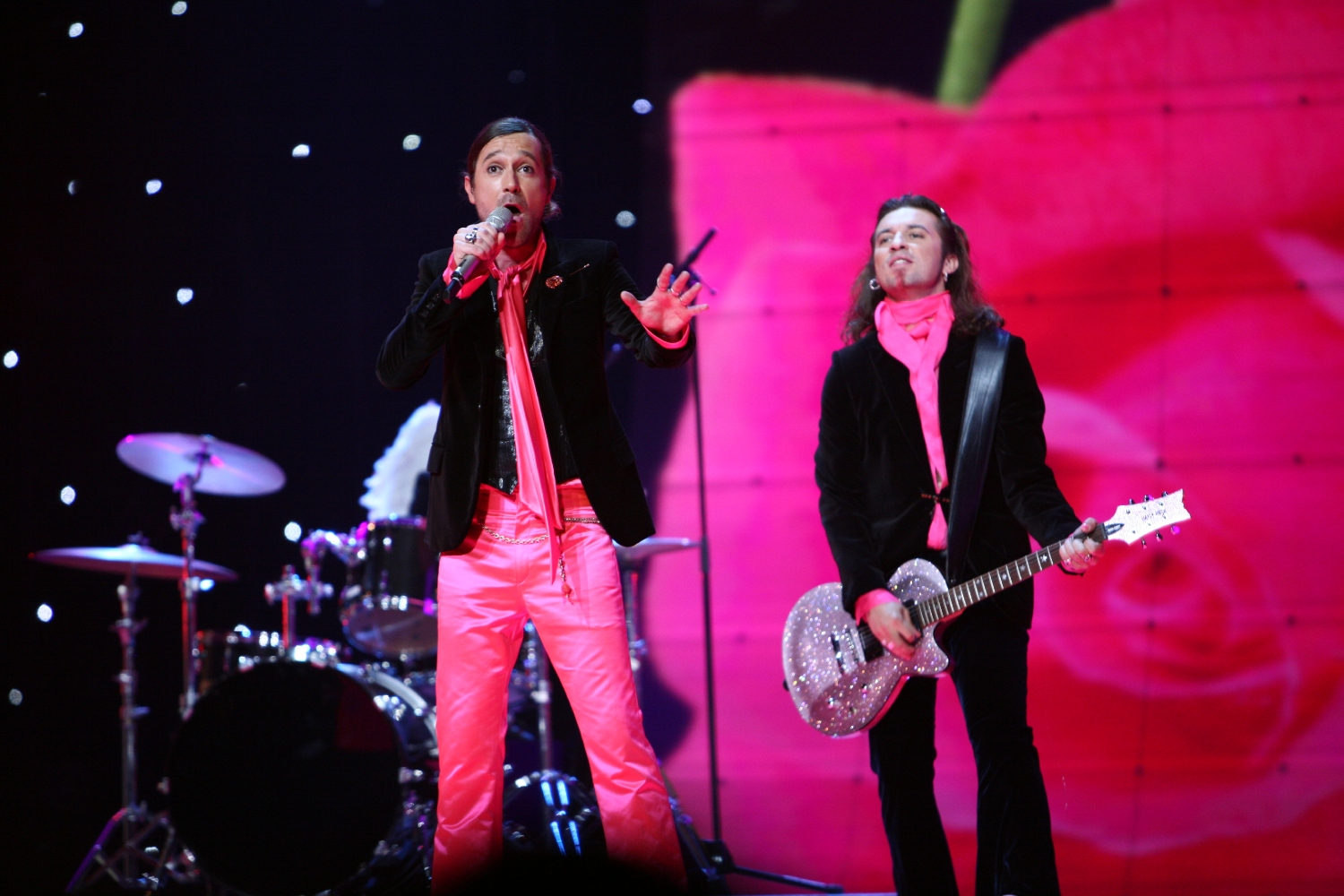
Et si on gagnait? representó a Francia en Eurovisión 2007.

Et si on gagnait? (en español ¿Y si ganáramos?) fue la preselección nacional que utilizó France Télévisions para seleccionar la canción e intérprete que representó al país galo en el Festival de la canción de Eurovisión 2007.
El programa se desarrolló el 5 de marzo de 2007 a las 20:50 CET y fue presentado por Julien Lepers de la France 3 y Tex de la France 2. La emisión corrió a cargo de la tercera cadena en el territorio continental y en la RFO para los departamentos de ultramar. Diez canciones (seleccionadas por cinco de representantes de cada una de las televisoras públicas participantes) participaron en el evento y por primera vez en la historia eurovisiva francesa, se llevó al mercado un CD recopilatorio. El ganador elegido mediante televoto fue el grupo Les Fatals Picards con L'amour à la française.

## Selección de canciones
Cada una de las cinco televisoras públicas francesas participantes (2,3,4,5 y RFO) seleccionó entre 2000 composiciones recibidas dos canciones de un estilo musical determinado.
| Televisora | Estilo                | Tipo de selección               |
| ---------- | --------------------- | ------------------------------- |
| France 2   | Variedad              | Cerrada                         |
| France 3   | Nueva escena francesa | Cerrada                         |
| France 4   | Rock y rap            | Cerrada                         |
| France 5   | Pop                   | Cerrada                         |
| RFO        | Música del mundo      | Abierta en selección de artista |

### Selección pública de la RFO
La RFO (Réseau France Outre-mer) seleccionó a sus dos representantes en el programa 9s1j, emitido desde el 21 de octubre al 16 de diciembre de 2006.

## Lista de canciones
| Televisión | Artista             | Canción                | Traducción                    | Lugar |
| ---------- | ------------------- | ---------------------- | ----------------------------- | ----- |
| France 2   | BZR with Cheb Hamid | Galbi                  | Mi corazón                    | -     |
| France 2   | Estelle Lemée       | Comme un rêve          | Como un sueño                 | -     |
| France 3   | Les Fatals Picards  | L'amour à la française | Amor a la francesa            | 1     |
| France 3   | Les Vedettes        | Vive Papa              | Viva papá                     | -     |
| France 4   | MAP                 | Grain d'sel            | Grano de sal                  | -     |
| France 4   | Les Wampas          | Faut voter pour nous   | Tienes que votar por nosotros | -     |
| France 5   | Charlotte Becquin   | Je veux tout           | Lo quiero todo                | -     |
| France 5   | Jennifer Chevallier | Mon étoile             | Mi estrella                   | -     |
| RFO        | Valérie Louri       | Besoin d'ailleurs      | Necesidad en otra parte       | -     |
| RFO        | Medi-T              | On and on              | Arriba y arriba               | 2     |

## Promoción
Desde el 10 de febrero de 2006, las cadenas integrantes de France Télévision emitieron videoclips de las diez canciones participantes.